# Sicherer’sche Apotheke

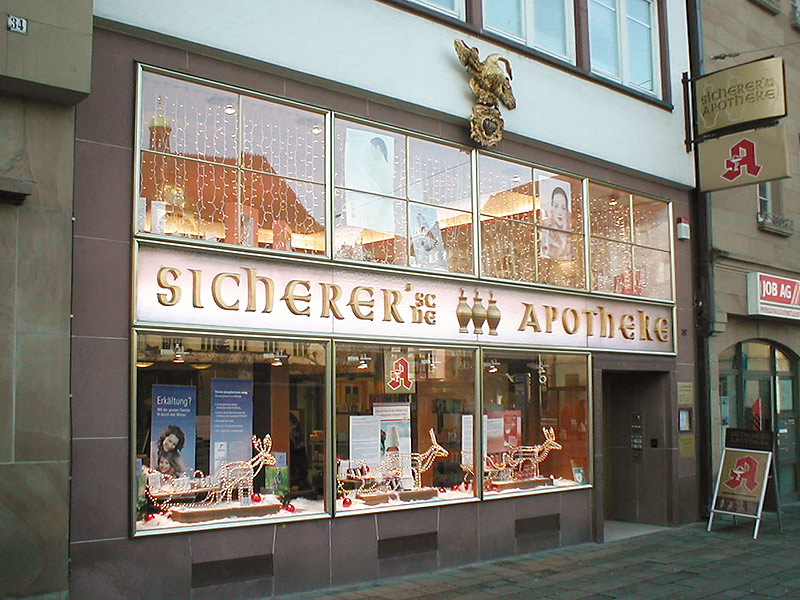
Sicherer’sche Apotheke am Marktplatz in Heilbronn

Die Sicherer’sche Apotheke an der Kaiserstraße 32 in Heilbronn ist eine denkmalgeschützte Apotheke. Die Apotheke geht auf die bereits im 14. Jahrhundert an dieser Stelle bestehende Apotheke zum Schwanen zurück und erhielt ihren heutigen Namen im 18. Jahrhundert durch die Apothekerfamilie Sicherer. Das heutige Gebäude entstand 1950, im Zuge des Wiederaufbaus nach dem Luftangriff vom 4. Dezember 1944, dem das historische Gebäude zum Opfer fiel.

## Geschichte
Die Geschichte der Apotheke an jener Stelle geht bis auf das Jahr 1359 zurück. Um das Jahr 1500 entstand für die ursprünglich Apotheke zum Schwanen genannte Apotheke ein vornehmes Fachwerkgebäude in schwäbisch-alemannischem Stil. Ihren Namen Sicherer'sche Apotheke erhielt sie 1767 von Johann Philipp Friedrich Sicherer (1726–1805), der die Apotheke seit 1754 führte und dem sein Sohn Gottfried Christoph Sicherer und sein Enkel Karl August Sicherer († 1840; Bruder von Philipp Sicherer) folgten. Apotheker Harmuth konnte am 4. Dezember 1934 das Gebäude erwerben, das jedoch beim Luftangriff auf Heilbronn am 4. Dezember 1944 zerstört wurde. Harmuth ließ die Apotheke im Jahre 1950 nach Plänen von Gustav Ernst Kistenmacher oder nach Plänen des Frankfurter Architekten Gerhard Brielke und des Graphikers A. W. Sauter wiederaufbauen. Bemerkenswert ist dabei die Wiederaufnahme der Vorkriegstradition des Heimatstils.
Die Heilbronner Apotheke ist der erste bedeutende Apotheken-Neubau im Heilbronn der Nachkriegszeit. Ein 1952 herausgegebenes Merian-Heft zeigt das Haus in mehreren Fotografien von Toni Schneiders und preist es als eine „moderne Offizin. In großzügiger Baugesinnung ließ der Besitzer von führenden Architekten und Künstlern eine hochmoderne, dem Stilgefühl und den praktischen Erfordernissen unserer Zeit entsprechende Apotheke errichten. In der Absicht, Formschönheit und Sachlichkeit zugleich zu erreichen, wurde bis zu den Standgefäßen und Beschriftungen jede Einzelheit mit größter Sorgfalt in die Gesamtkomposition einbezogen.“

## Beschreibung

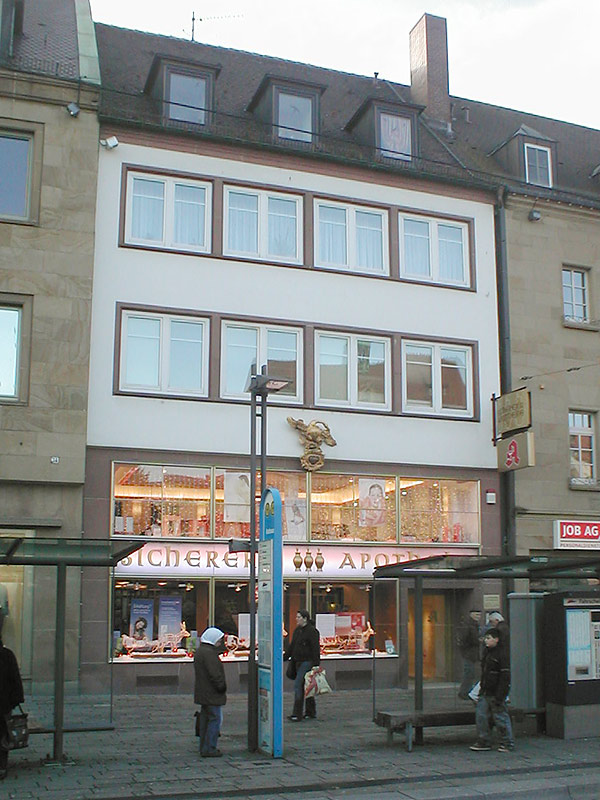
Gesamtansicht des Gebäudes

Der Neubau von 1950 war die erste moderne Offizin-Apotheke in Heilbronn. Die Offizin der Sicherer'schen Apotheke umfasst sowohl den Verkaufsraum der Apotheke als auch den Arbeitsort des Apothekers Harmuth als Fachapotheker innerhalb der Offizin-Pharmazie. Daher bezog sich die künstlerische Gestaltung der Offizin nicht nur auf das Gebäude bzw. seinen Verkaufsraum, sondern auch auf die Standgefäße und Beschriftungen.
Die Sicherer'sche Apotheke stellt aus diesem Grund eine künstlerische Gesamtkomposition dar, sowohl aus Architektur des Hauses mit Galerie als auch aus der handwerksbetonten Ausarbeitung der Apothekergefäße. Der Graphiker A. W. Sauter besorgte die Innenausstattung und entwarf Vorratsgefäße sowohl aus Holz als auch aus Keramik oder Glas. Die Apothekergefäße sind Werke des Designers Heinz Löffelhardt. Daher steht sowohl das Gebäude als auch die Inneneinrichtung unter Denkmalschutz.

### Äußeres
Das Gebäude ist ein geradliniger, schlichter dreistöckiger Putzbau mit Satteldach und Gauben. Das Erd- und das erste Obergeschoss besitzen fast gänzlich eine Glasfassade. Die langgestreckte Fensterfront der Galerie im ersten Obergeschoss war als Blumenfenster angelegt und zeigte lange Zeit einen reichen Pflanzenschmuck, der zeitweise auch auf die gesamte Galerie im ersten Stock ausgedehnt war.

### Inneres
Der Verkaufsraum präsentiert sich als Galerie, das heißt als eine offene Architektur, die sich über zwei Geschosse hin erstreckt. Im Erdgeschoss befindet sich der Verkaufsraum, darüber eine Galerie mit Büro.
Die Offizin der Apotheke im Erdgeschoss ist räumlich strikt getrennt in einen homöopathischen Teil und einen „allopathischen“ Teil.
In den weiteren Obergeschossen befinden sich Arztpraxen.

## Denkmalschutz
Das Gebäude gilt als Kulturdenkmal, wobei das Gebäude 1989 und die Einrichtung 1994 unter Denkmalschutz gestellt wurden.